# Marboz
Marboz és un municipi francès situat al departament de l'Ain i a la regió d'Alvèrnia-Roine-Alps. L'any 2007 tenia 2.176 habitants.

## Demografia

### Població
El 2007 la població de fet de Marboz era de 2.176 persones. Hi havia 896 famílies de les quals 261 eren unipersonals (118 homes vivint sols i 143 dones vivint soles), 317 parelles sense fills, 270 parelles amb fills i 48 famílies monoparentals amb fills.
La població ha evolucionat segons el següent gràfic:
Habitants censats

### Habitatges
El 2007 hi havia 979 habitatges, 909 eren l'habitatge principal de la família, 34 eren segones residències i 36 estaven desocupats. 800 eren cases i 145 eren apartaments. Dels 909 habitatges principals, 652 estaven ocupats pels seus propietaris, 242 estaven llogats i ocupats pels llogaters i 15 estaven cedits a títol gratuït; 38 tenien una cambra, 53 en tenien dues, 128 en tenien tres, 204 en tenien quatre i 487 en tenien cinc o més. 621 habitatges disposaven pel capbaix d'una plaça de pàrquing. A 358 habitatges hi havia un automòbil i a 454 n'hi havia dos o més.

### Piràmide de població
La piràmide de població per edats i sexe el 2009 era:
| Homes | Edats   | Dones |
| ----- | ------- | ----- |
| 0     | 95 o +  | 0     |
| 0     | 90 a 94 | 16    |
| 4     | 85 a 89 | 24    |
| 4     | 80 a 84 | 12    |
| 44    | 75 a 79 | 28    |
| 68    | 70 a 74 | 32    |
| 48    | 65 a 69 | 68    |
| 68    | 60 a 64 | 60    |
| 68    | 55 a 59 | 60    |
| 92    | 50 a 54 | 68    |
| 80    | 45 a 49 | 84    |
| 84    | 40 a 44 | 84    |
| 92    | 35 a 39 | 56    |
| 84    | 30 a 34 | 104   |
| 56    | 25 a 29 | 68    |
| 57    | 20 a 24 | 40    |
| 80    | 15 a 19 | 88    |
| 48    | 10 a 14 | 68    |
| 68    | 5 a 9   | 68    |
| 36    | 0 a 4   | 76    |

## Economia
El 2007 la població en edat de treballar era de 1.370 persones, 1.079 eren actives i 291 eren inactives. De les 1.079 persones actives 1.045 estaven ocupades (556 homes i 489 dones) i 34 estaven aturades (13 homes i 21 dones). De les 291 persones inactives 131 estaven jubilades, 94 estaven estudiant i 66 estaven classificades com a «altres inactius».

### Ingressos
El 2009 a Marboz hi havia 907 unitats fiscals que integraven 2.153,5 persones, la mediana anual d'ingressos fiscals per persona era de 18.703 €.

### Activitats econòmiques
Dels 104 establiments que hi havia el 2007, 1 era d'una empresa extractiva, 4 d'empreses alimentàries, 1 d'una empresa de fabricació de material elèctric, 12 d'empreses de fabricació d'altres productes industrials, 16 d'empreses de construcció, 26 d'empreses de comerç i reparació d'automòbils, 2 d'empreses de transport, 4 d'empreses d'hostatgeria i restauració, 6 d'empreses financeres, 3 d'empreses immobiliàries, 8 d'empreses de serveis, 11 d'entitats de l'administració pública i 10 d'empreses classificades com a «altres activitats de serveis».
Dels 36 establiments de servei als particulars que hi havia el 2009, 1 era una oficina de correu, 2 oficines bancàries, 9 tallers de reparació d'automòbils i de material agrícola, 1 autoescola, 4 paletes, 1 guixaire pintor, 2 fusteries, 2 lampisteries, 1 electricista, 4 perruqueries, 3 veterinaris, 4 restaurants i 2 salons de bellesa.
Dels 11 establiments comercials que hi havia el 2009, 1 era una gran superfície de material de bricolatge, 1 una botiga de més de 120 m², 3 fleques, 1 una fleca, 1 una llibreria, 1 una sabateria, 1 una botiga d'electrodomèstics, 1 una botiga de mobles i 1 una joieria.
L'any 2000 a Marboz hi havia 95 explotacions agrícoles que ocupaven un total de 2.016 hectàrees.

## Equipaments sanitaris i escolars
L'únic equipament sanitari que hi havia el 2009 era una farmàcia.
El 2009 hi havia 2 escoles elementals. Marboz disposava d'un col·legi d'educació secundària amb 82 alumnes.

## Poblacions més properes
El següent diagrama mostra les poblacions més properes.